# Aue (Sassonia)
Aue è una frazione del comune di Aue-Bad Schlema in Sassonia, Germania, nel circondario dei Monti Metalliferi. 
Già comune autonomo, a partire dal 1º gennaio 2019 si è fuso col comune di Bad Schlema per costituire il nuovo comune di Aue-Bad Schlema.

## Storia
Aue fu per la prima volta menzionata in un documento del 1173 come Owe, che significa "il prato" alla confluenza del Schwarzwasser e del Zwickauer Mulde. Uno degli edifici più antichi di Aue è la chiesa dell'ex monastero Klösterlein Zelle. Costruito nel Medioevo, il Klösterlein Zelle fu in gran parte smantellato durante il periodo industriale.
Originariamente un affresco, una delle testimonianze d'arte in Sassonia più antiche che ritraeva imperatore Federico Barbarossa, Maria ed un vescovo, era situato sulla parete orientale del Klösterlein. Durante gli anni '30 fu rimosso per essere restaurato ed ora si trova nella cappella di Sant'Anna vicino alla cattedrale di Freiberg, mentre una copia di H. Beck è situata nella Friedenskirche Aue-Zelle di Aue.
Durante la seconda guerra mondiale, fu istituito qui un sottocampo del Campo di concentramento di Flossenbürg. Dopo la fine della seconda guerra mondiale nel 1945, la città non fu occupata né dall'esercito sovietico né dall'esercito americano per un paio di settimane, infatti fece parte della Libera Repubblica di Schwarzenberg (in tedesco Freie Republik Schwarzenberg), descritta nel libro Schwarzenberg di Stefan Heym.

## Sport
Il Fussball Club Erzgebirge Aue è la principale società calcistica cittadina: lo stadio casalingo è lo Sparkassen-Erzgebirgsstadion.